# San Sabino (Canosa di Puglia)

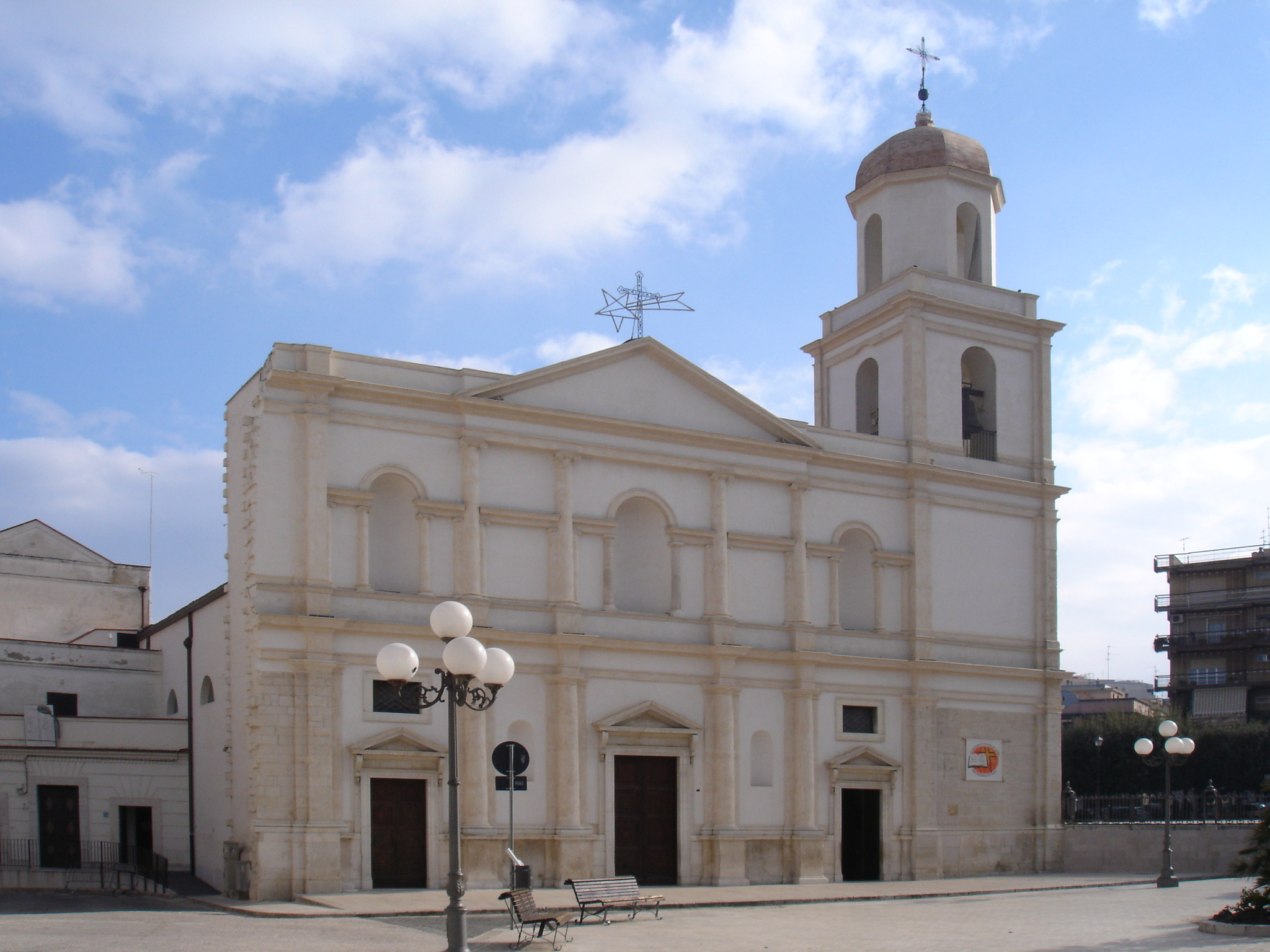
San Sabino

Die Basilika San Sabino ist eine ehemalige Kathedrale in der italienischen Gemeinde Canosa di Puglia in Apulien. Sie ist San Sabino gewidmet, einem Bischof Canosas im 6. Jahrhundert. Titularerzbischof der erloschenen Diözese Canosa ist Celestino Migliore.

## Beschreibung
Die im 8. Jahrhundert unter der Leitung des langobardischen Herzogs Arichis II. (758–787) errichtete, 1101 unter Beteiligung des Papstes Paschalis II. geweihte und oft umgebaute Kathedrale beherbergt in einem Anbau an der südlichen Langhauswand das Grab des Bohemund von Tarent, Sohn des Robert Guiskard. Das gesamte Bauwerk ist von Stilrichtungen des Orients beeinflusst. So ist beispielsweise das Kuppeldach mit zwei Kuppeln über dem Langhaus und drei über dem Querhaus im byzantinischen Stil gehalten. Im 19. Jahrhundert wurden die ersten drei Joche und die klassizistische Fassade hinzugefügt. Der Bischofsthron (Cathedra) mit den beiden Trag-Elefanten ist laut Inschrift ein Werk des Bildhauers Romualdus. Auftraggeber war der letzte, 1089 ermordete Erzbischof von Canosa, Ursus (1079–1088). Die vordere Platte mit zwei Adlern wurde wohl später hinzugefügt.
Das Ziborium über dem Hauptaltar ist dagegen eine Nachbildung von 1905.

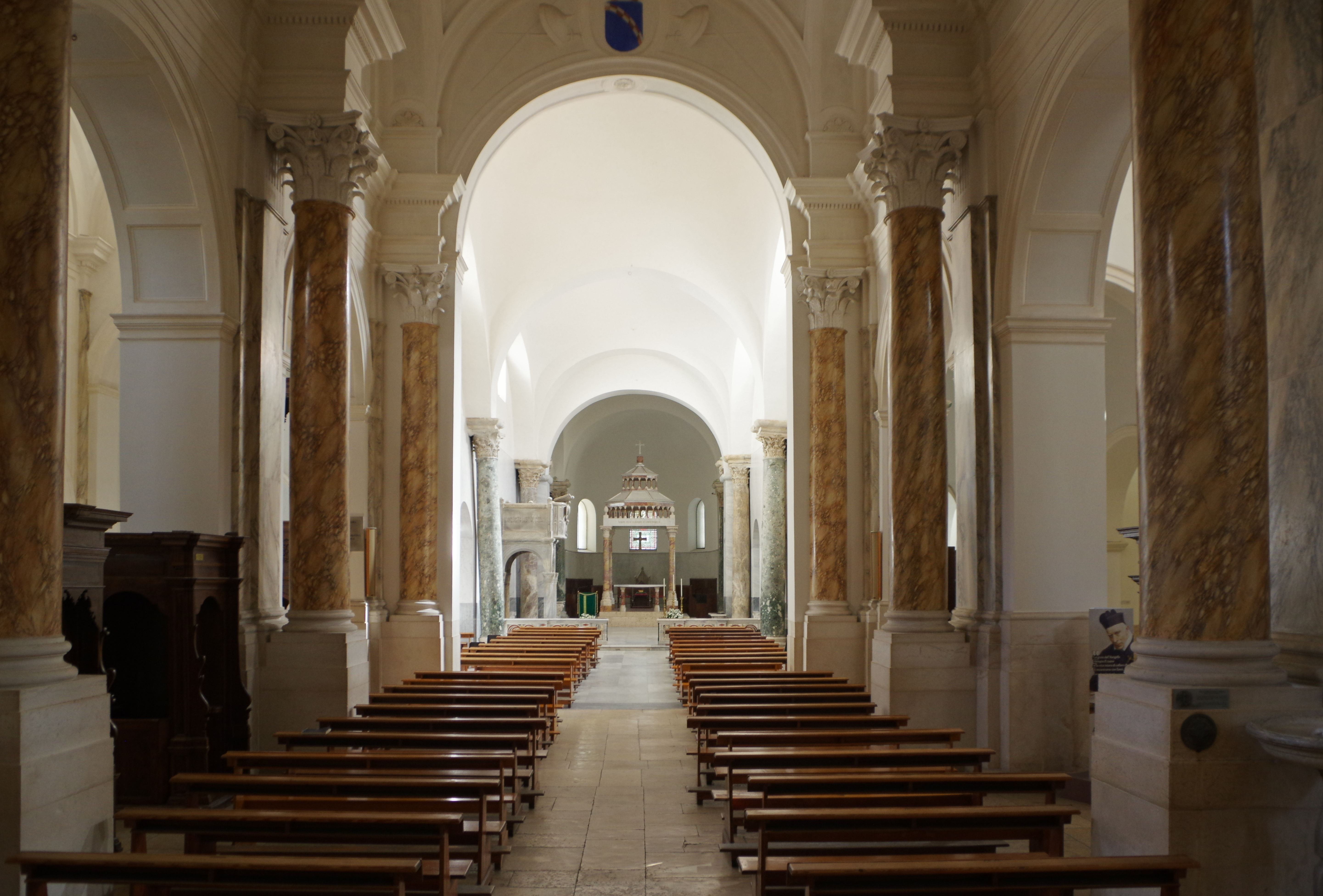
Mittelschiff
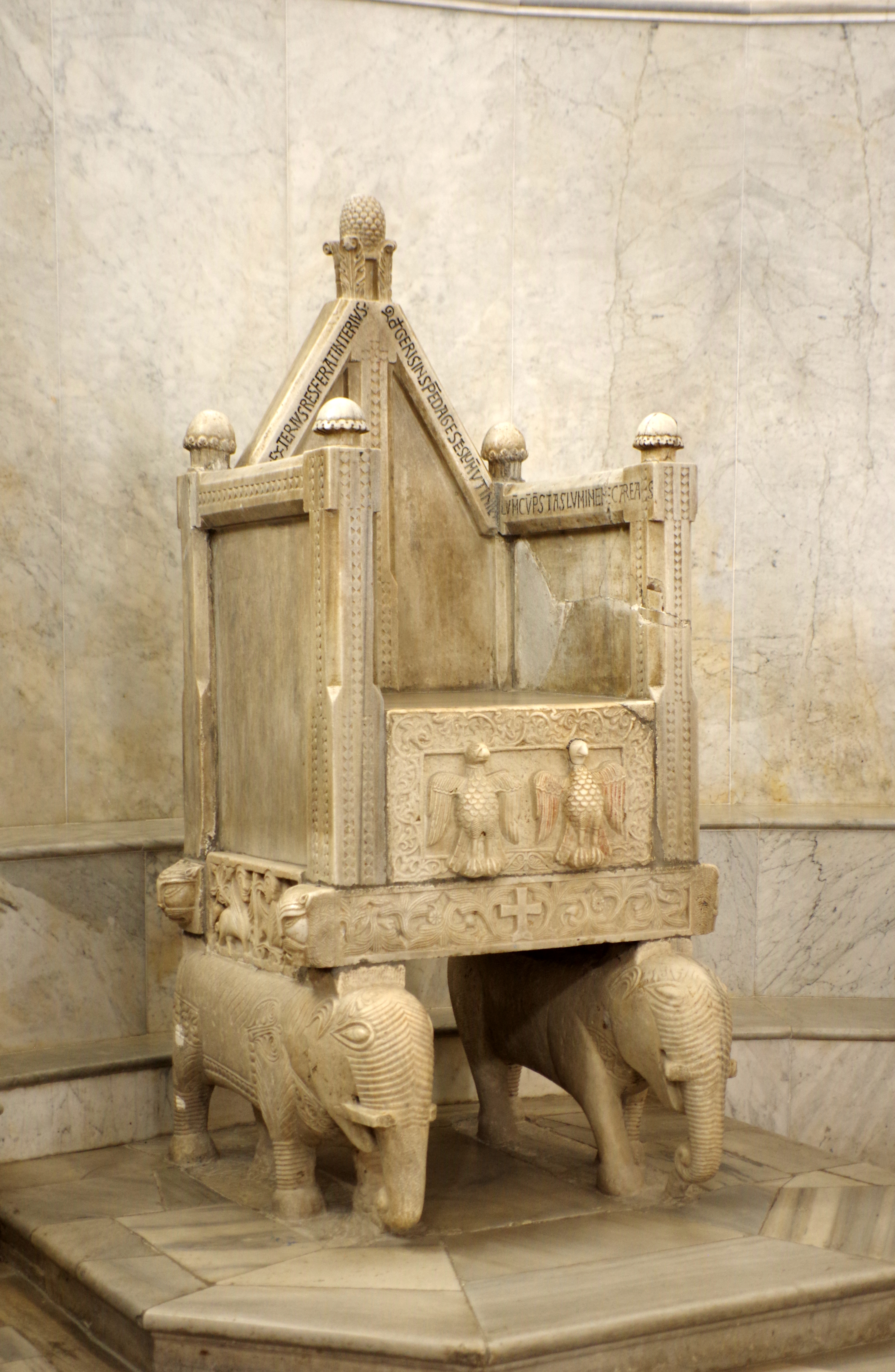
Die Cathedra in San Sabino
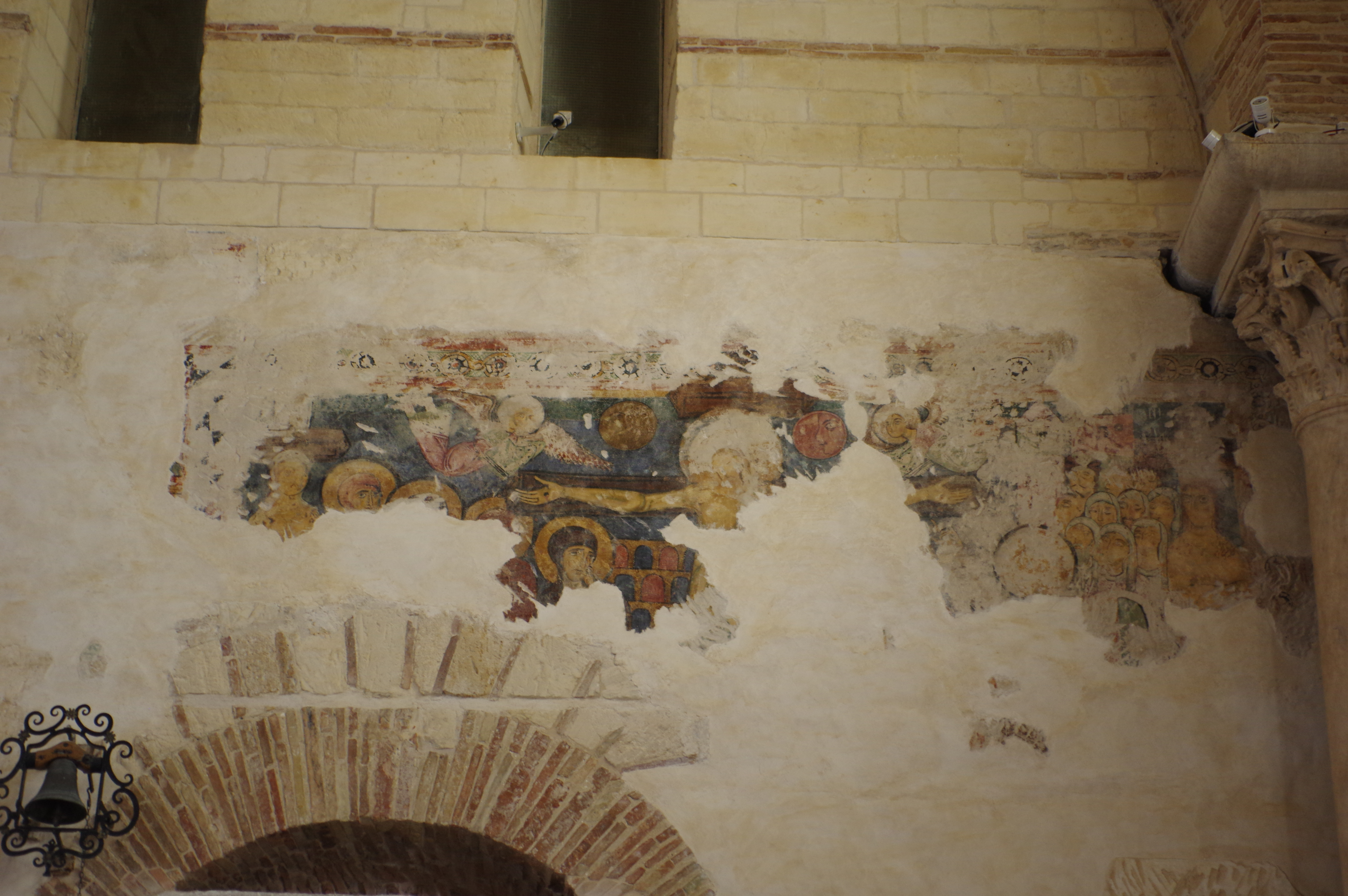
Fresken im Seitenschiff

### Marmorkanzel
Die Kanzel aus Marmor wurde von dem Bildhauer und Archidiakon Acceptus geschaffen und ist die älteste und besterhaltene in Apulien. Sie geht auf byzantinische Vorbilder zurück. Fragmente aus der Werkstatt des Acceptus finden sich auch in der Grottenkirche in Monte Sant’Angelo und in Santa Maria di Siponto.
Die 2,74 Meter hohe Kanzel besteht aus einem rechteckigen Kasten, der auf Säulen und Archivolten erhöht ist, mit einem halbrunden Vorsprung für das Rednerpult in Form eines aufgeschlagenen Buches, das mit einer Löwenmaske geschmückt ist und von einem prächtigen, auf einem menschlichen Kopf stehenden Adler gestützt wird. Der Kanzelkasten besteht aus Marmorplatten, die in Balken und Stützpfeiler eingelassen sind, was auf ein hölzernes Vorbild schließen lässt. Die Balken sind mit Blattwerk und die Pfosten mit geometrischen Motiven und abschließenden Knäufen verziert.
Acceptus’ Werkstatt könnte die oberen Teile des Bischofsthrons geschnitzt haben, die dem Kanzelkasten sehr ähnlich sind. Es gibt auch ähnliche Löwen- und Menschenmasken an den Querschiffkapitellen der Kathedrale.

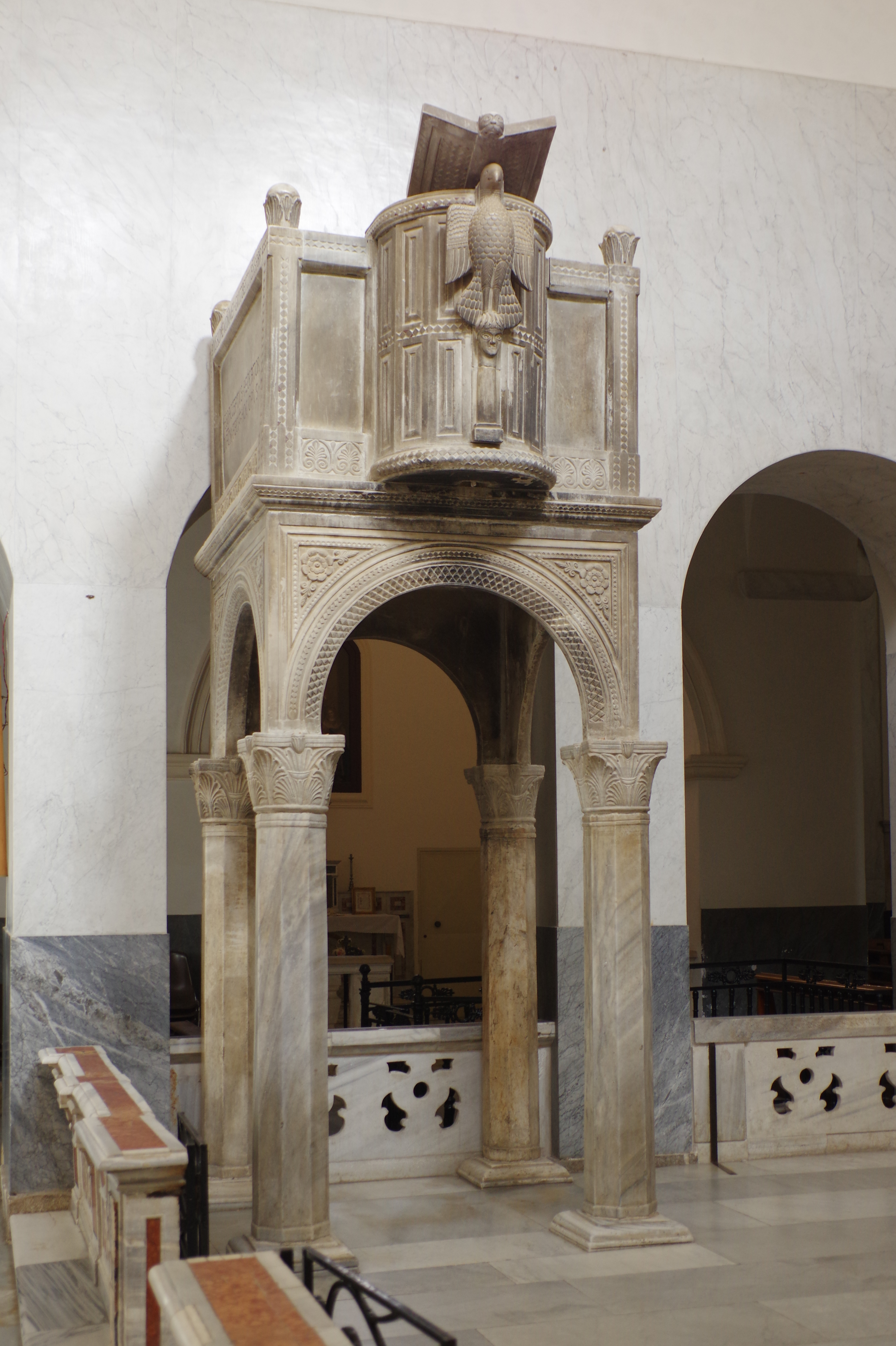
Die Kanzel
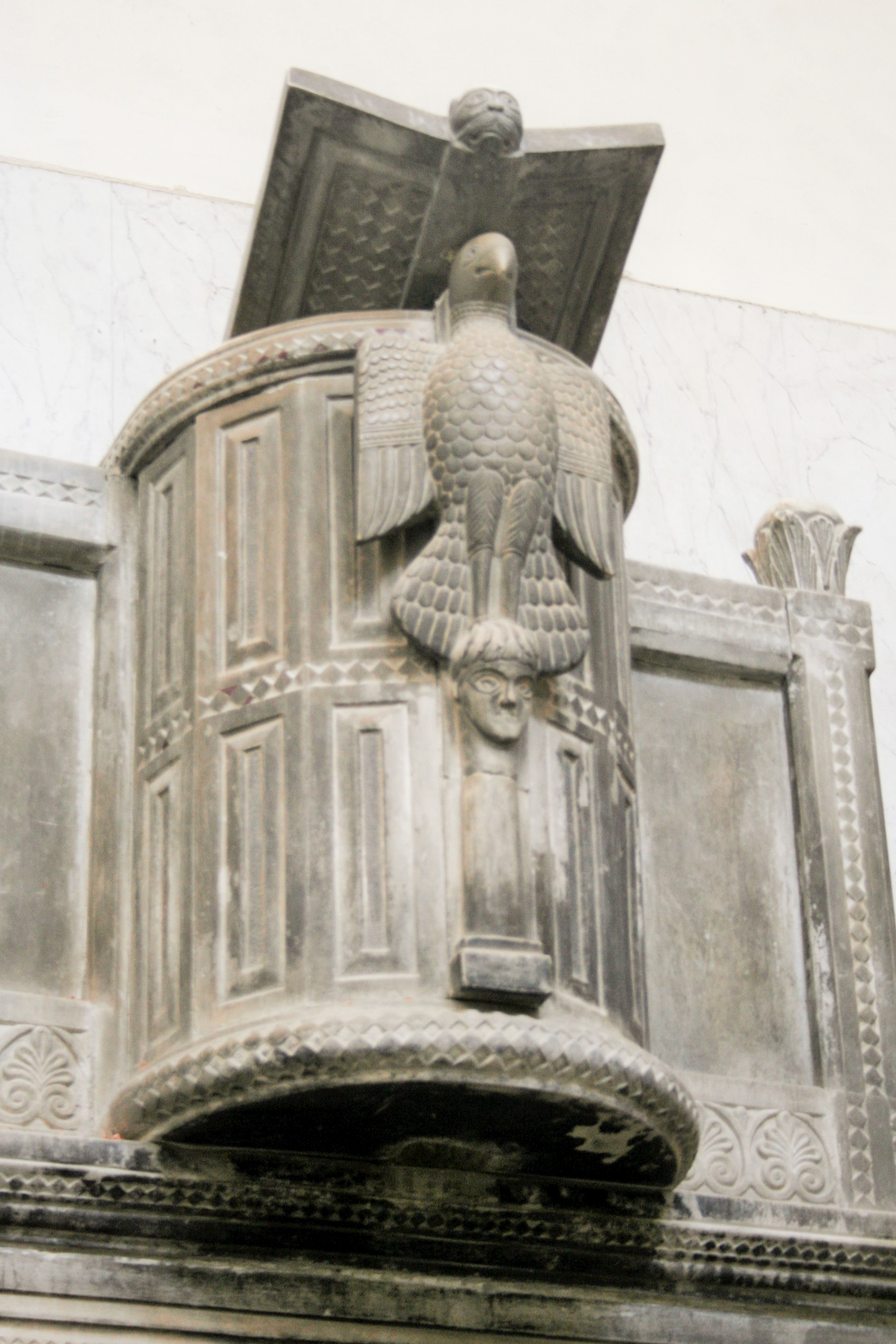
Detailansicht
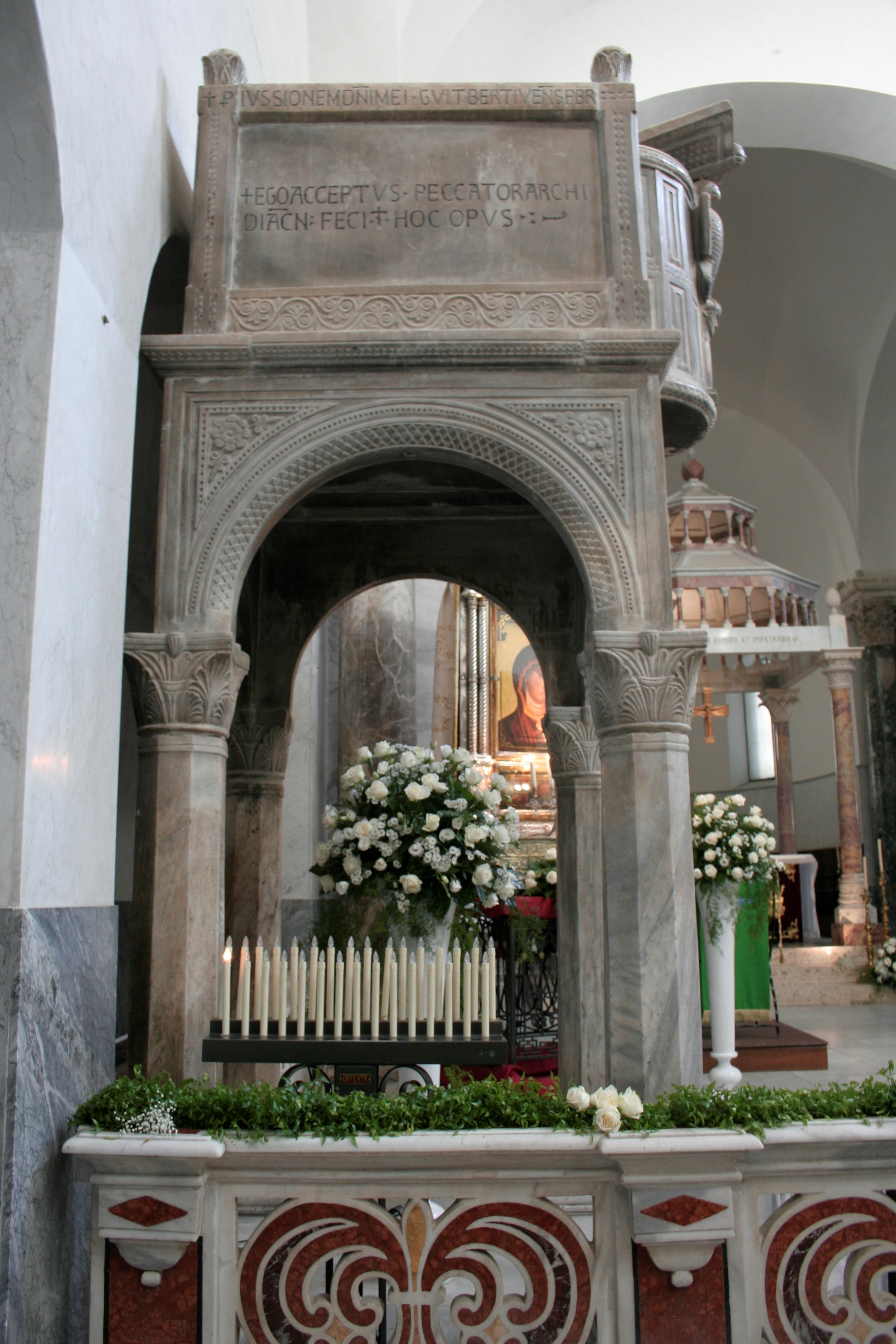
Seitenansicht

### Mausoleum des Bohemund
Das Grab des Bohemund (Tomba di Boemondo) wurde nach dessen Tod im Jahre 1111 von dessen Mutter oder seiner Ehefrau in Auftrag gegeben. Das Mausoleum erinnert an syrische Grabbauten. Der linke Flügel der Bronzetür, durch die man das Mausoleum betritt, wurde vermutlich ursprünglich für das Portal der Kathedrale geschaffen. Er ist mit einem breiten Dekorband und Symbolen, die kufischer Schrift ähneln, geschmückt. Die Verse, die Bohemunds Ruhm verkünden, sind ebenso wie der rechte Türflügel das Werk eines Glockengießers Roger aus Melfi. Auf dem rechten Flügel sind, in Niellotechnik, vermutlich Bohemund, und sein Halbbruder Roger Bursa und darunter, unter anderen, sein Sohn Bohemund II. dargestellt.

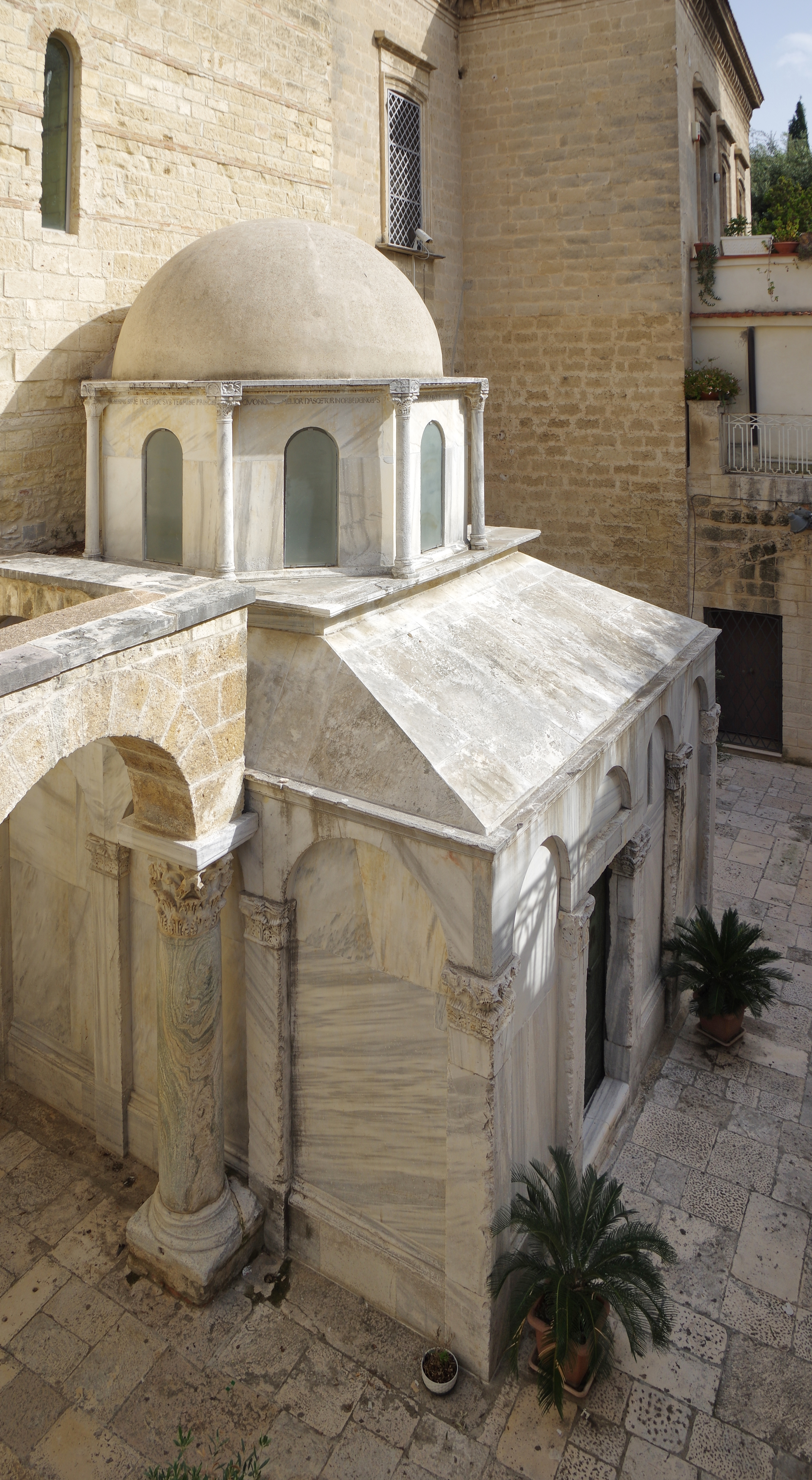
Mausoleum von Bohemund
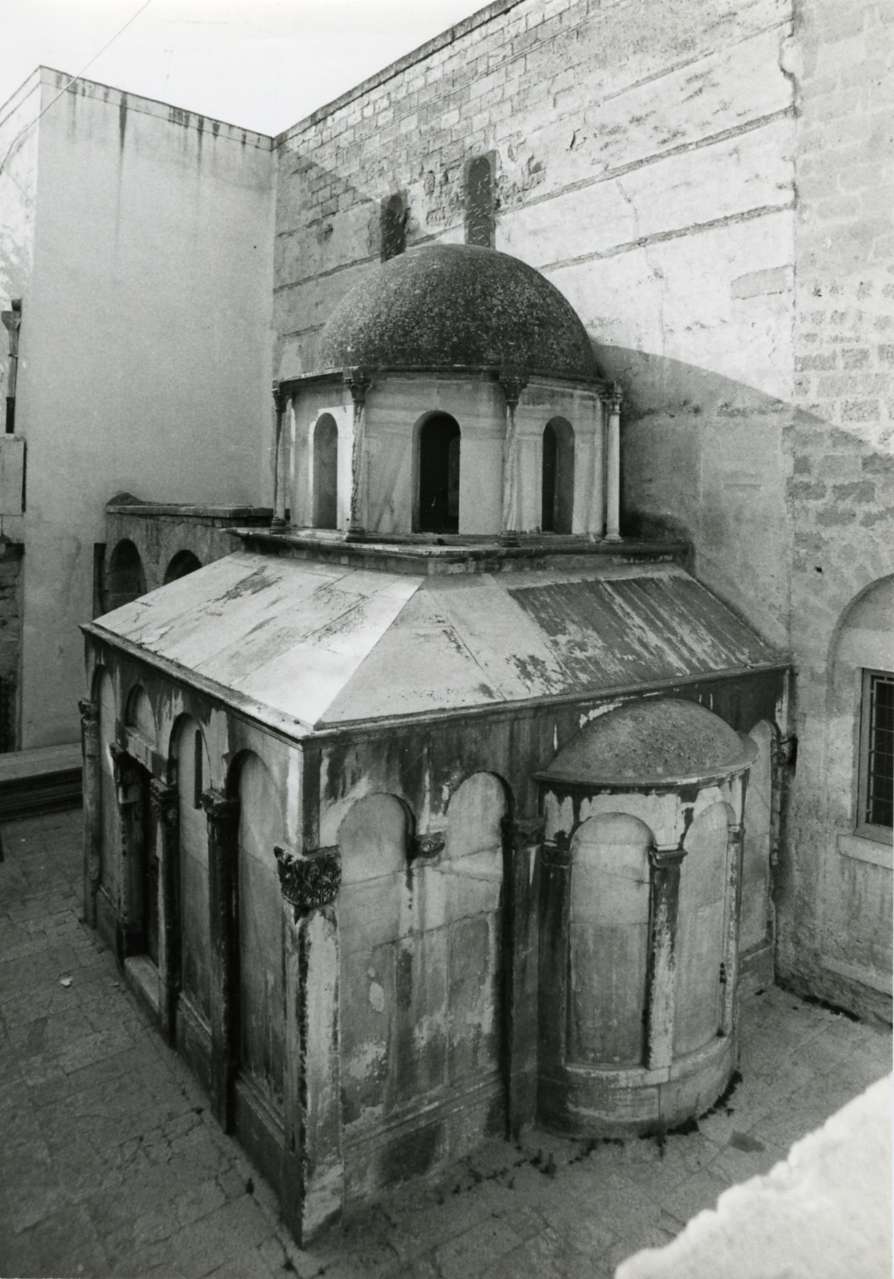
Fotografie von 1970
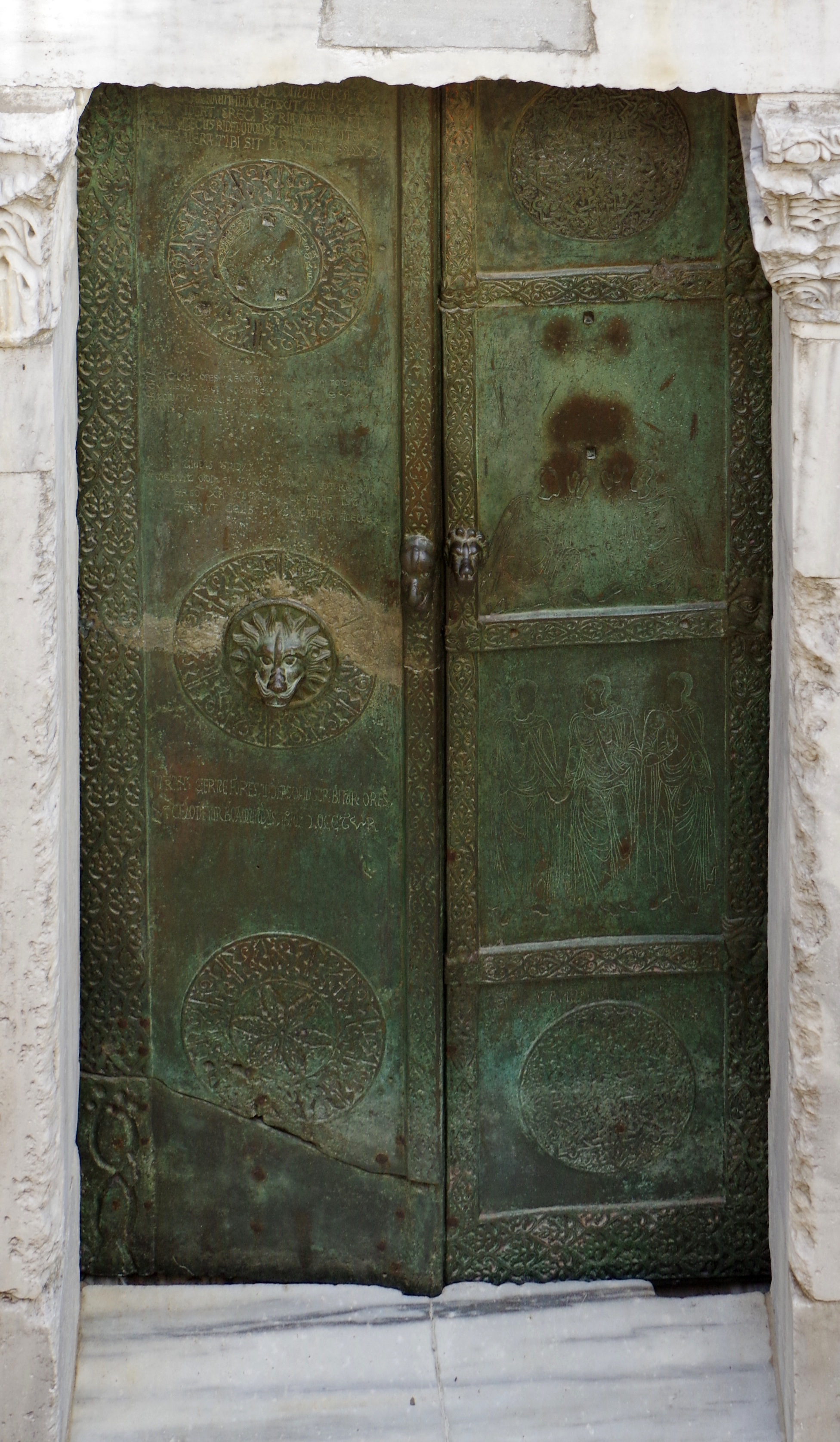
Bronzetür zum Mausoleum
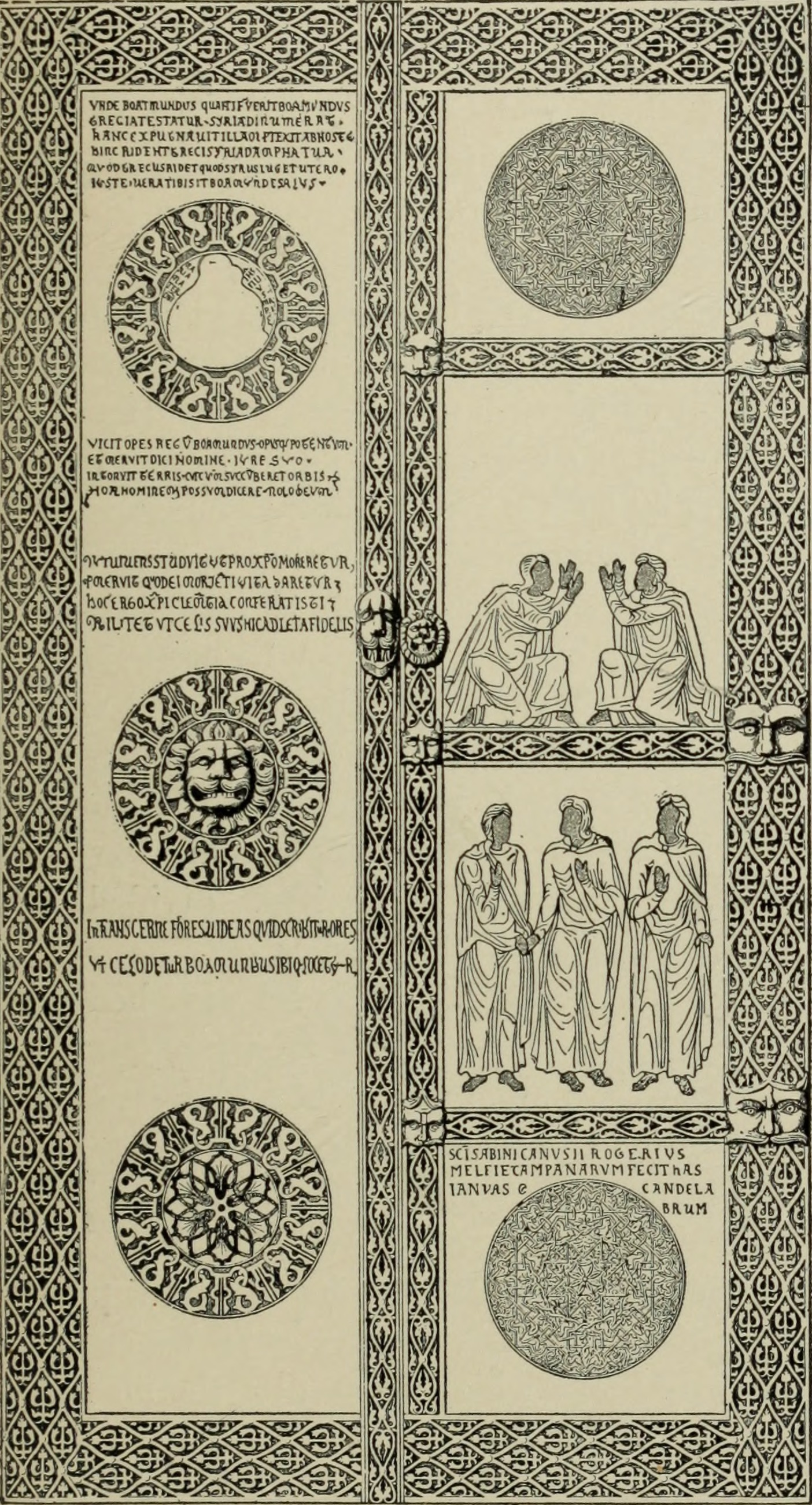
Zeichnung der Bronzetür von 1901